# Laomedea neglecta
Laomedea neglecta is een hydroïdpoliep uit de familie Campanulariidae. De poliep komt uit het geslacht Laomedea. Laomedea neglecta werd in 1856 voor het eerst wetenschappelijk beschreven door Alder. 